# サウジアラビアの在外公館の一覧

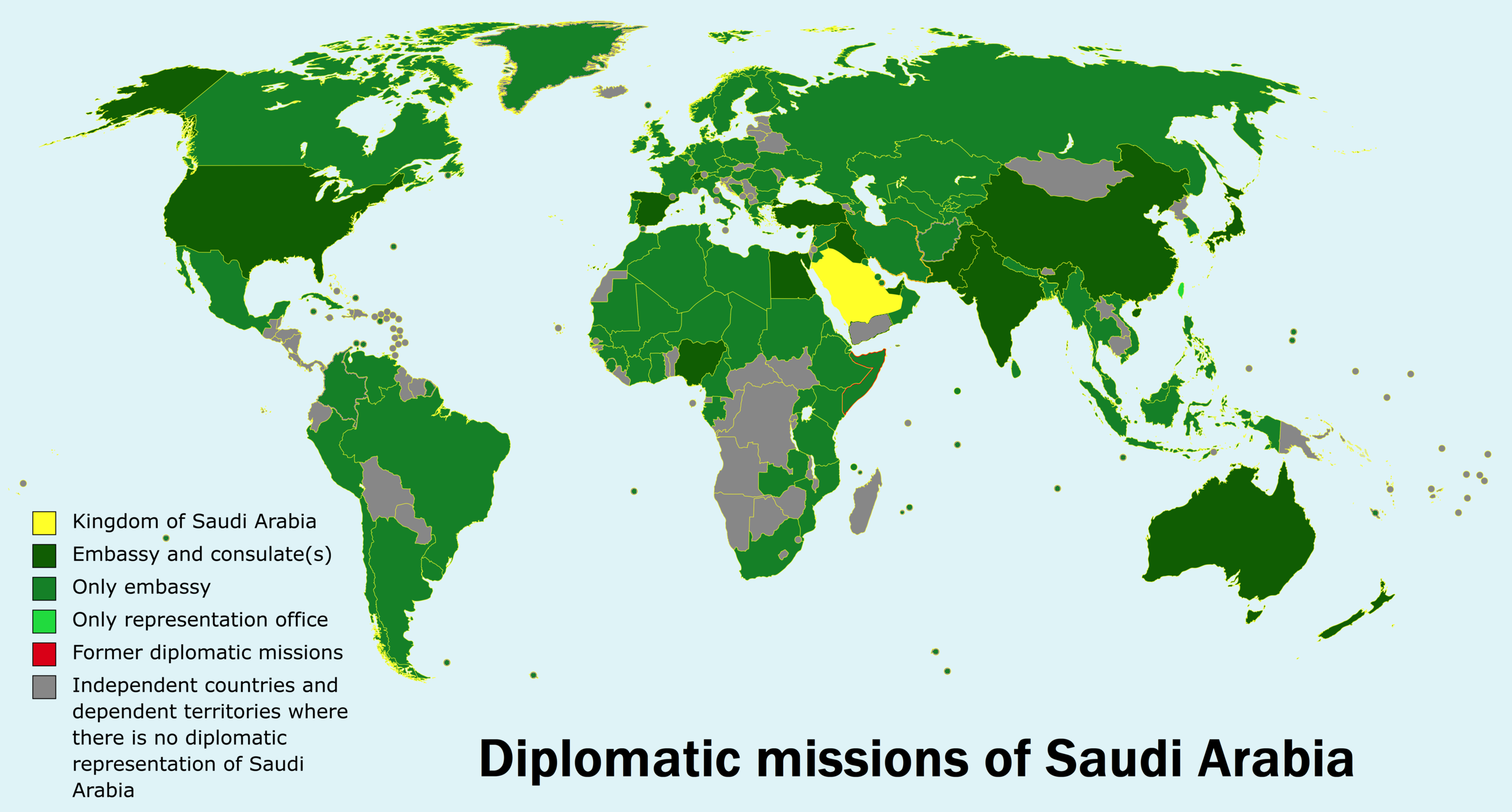
サウジアラビアの在外公館が設置されている国 (青色)

本項はサウジアラビアの在外公館の一覧である。イブン・サウードは1926年に外務総局を設立した。その4年後、計15名のスタッフしかおらず在外公館も設置されていなかったものの、外務総局に代わって外務省が発足した。 1936年には、サウジアラビアはロンドン、バグダード、ダマスカス、ジュネーブ、カイロに5つの在外公館を置いており、15年後に在外公館数は16にまで急増した。現在、サウジアラビアは世界中で広範な外交的存在感を保持している。

## アフリカ
- アルジェリア
  - 在アルジェリア大使館（アルジェ）
- ブルキナファソ
  - 在ブルキナファソ大使館（ワガドゥグー）
- カメルーン
  - 在カメルーン大使館（ヤウンデ）
- チャド
  - 在チャド大使館（ンジャメナ）
- コモロ
  - 在コモロ大使館（モロニ）
- ジブチ
  - 在ジブチ大使館（ジブチ）
- エジプト
  - 在エジプト大使館（カイロ）
  - 在アレクサンドリア総領事館
  - 在スエズ総領事館
- エリトリア
  - 在エリトリア大使館（アスマラ）
- エチオピア
  - 在エチオピア大使館（アディスアベバ）
- ガボン
  - 在ガボン大使館（リーブルヴィル）
- ガーナ
  - 在ガーナ大使館（アクラ）
- ギニア
  - 在ギニア大使館（コナクリ）
- コートジボワール
  - 在コートジボワール大使館（アビジャン）
- ケニア
  - 在ケニア大使館（ナイロビ）
- リビア
  - 在リビア大使館（トリポリ）
- マリ
  - 在マリ大使館（バマコ）
- モーリタニア
  - 在モーリタニア大使館（ヌアクショット）
- モロッコ
  - 在モロッコ大使館（ラバト）
- モザンビーク
  - 在モザンビーク大使館（マプト）
- ニジェール
  - 在ニジェール大使館（ニアメ）
- ナイジェリア
  - 在ナイジェリア大使館（アブジャ）
  - 在カノ総領事館
- セネガル
  - 在セネガル大使館（ダカール）
- 南アフリカ共和国
  - 在南アフリカ共和国大使館（プレトリア）
- スーダン
  - 在スーダン大使館（ハルツーム）
- タンザニア
  - 在タンザニア大使館（ダルエスサラーム）
- チュニジア
  - 在チュニジア大使館（チュニス）
- ウガンダ
  - 在ウガンダ大使館（カンパラ）
- ザンビア
  - 在ザンビア大使館（ルサカ）

## アメリカ
- アルゼンチン

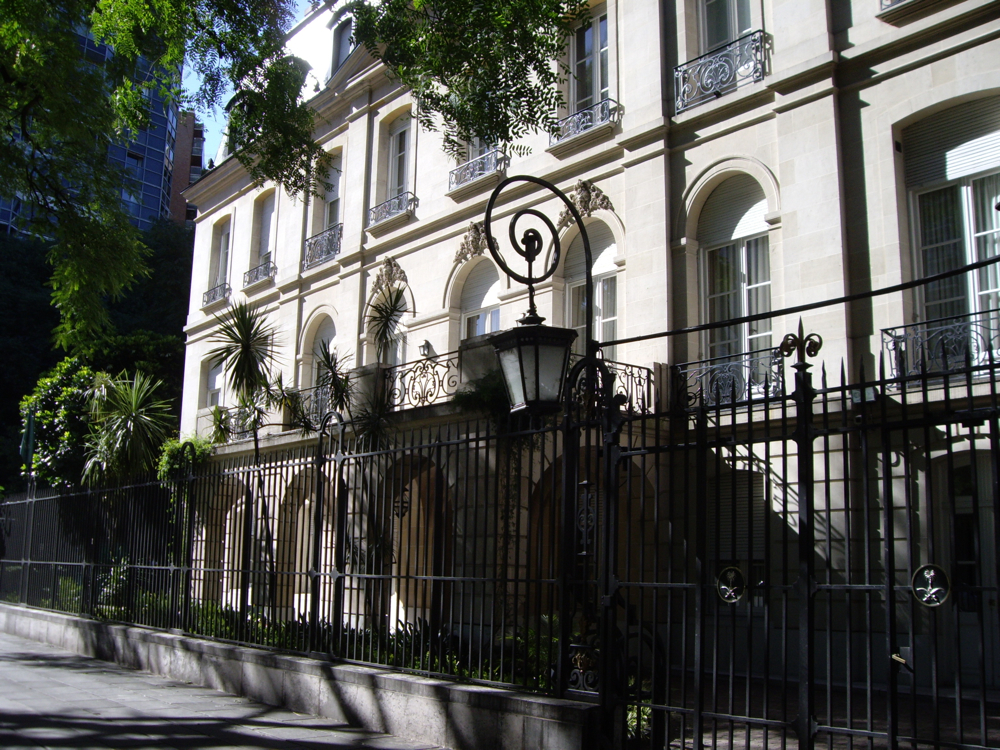
在アルゼンチン大使館

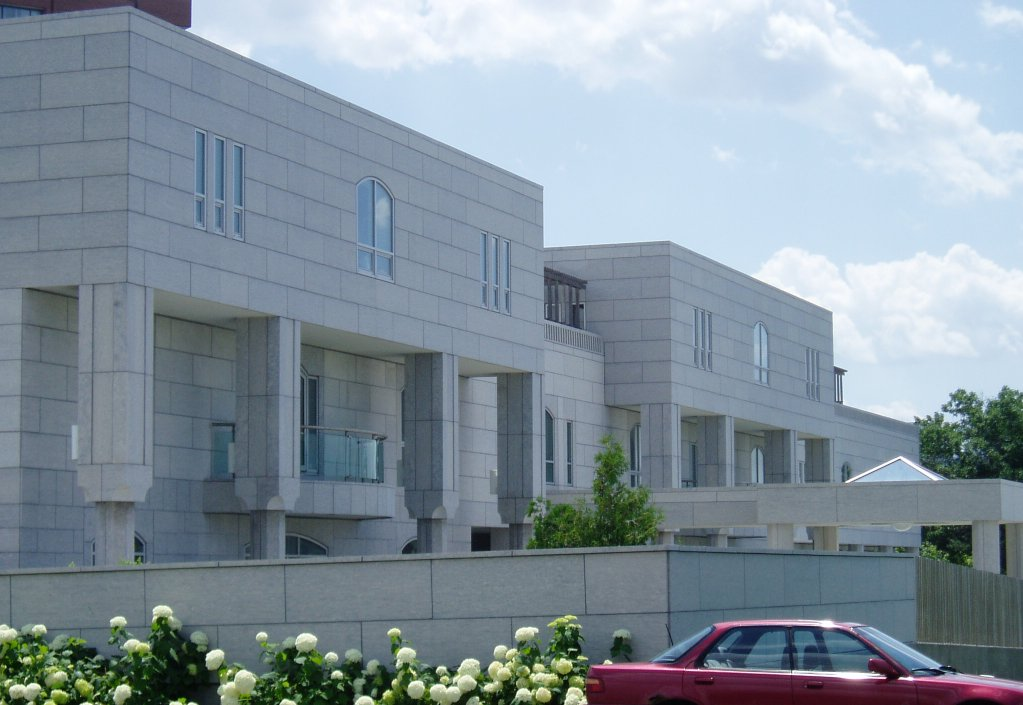
在カナダ大使館

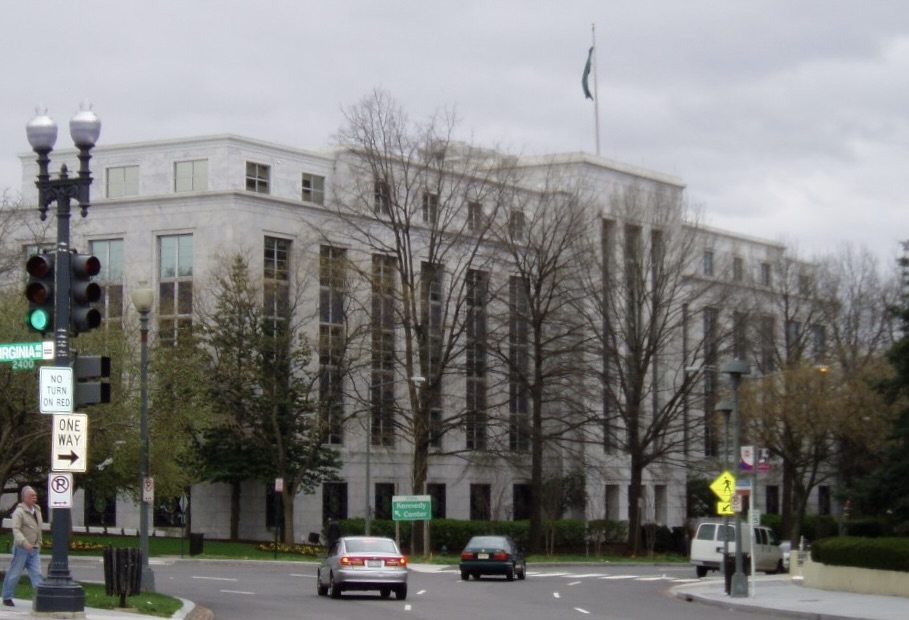
在アメリカ合衆国大使館

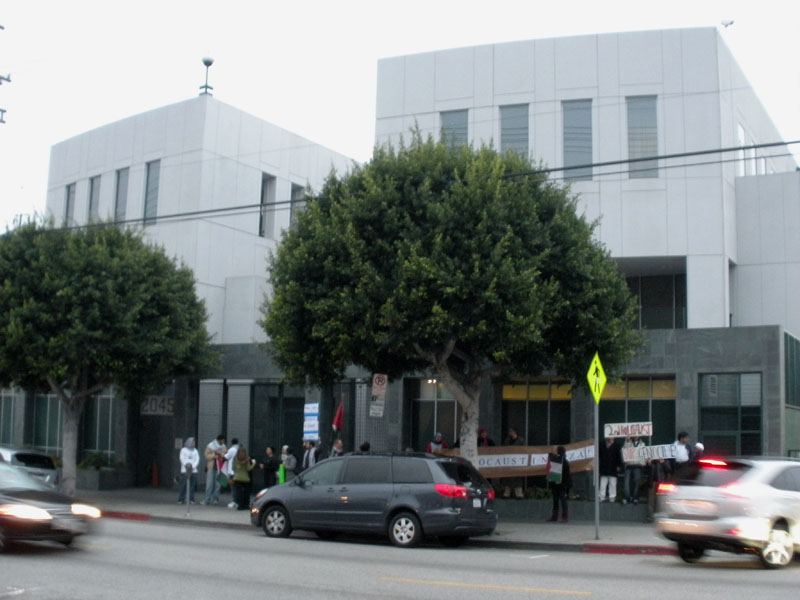
在ロサンゼルス総領事館

  - 在アルゼンチン大使館（ブエノスアイレス）
- ブラジル
  - 在ブラジル大使館（ブラジリア）
- カナダ
  - 在カナダ大使館（オタワ）
- チリ
  - 在チリ大使館（サンティアゴ）
- キューバ
  - 在キューバ大使館（ハバナ）
- メキシコ
  - 在メキシコ大使館（メキシコシティ）
- ペルー
  - 在ペルー大使館（リマ）
- アメリカ合衆国
  - 在アメリカ合衆国大使館（ワシントンD.C.）
  - 在ニューヨーク総領事館
  - 在ヒューストン総領事館
  - 在ロサンゼルス総領事館
- ベネズエラ
  - 在イエメン大使館（カラカス）

## アジア
- アフガニスタン
  - 在アフガニスタン大使館（カーブル）
- アゼルバイジャン
  - 在アゼルバイジャン大使館（バクー）
- バーレーン
  - 在バーレーン大使館（マナーマ）
- バングラデシュ
  - 在バングラデシュ大使館（ダッカ）
- ブルネイ

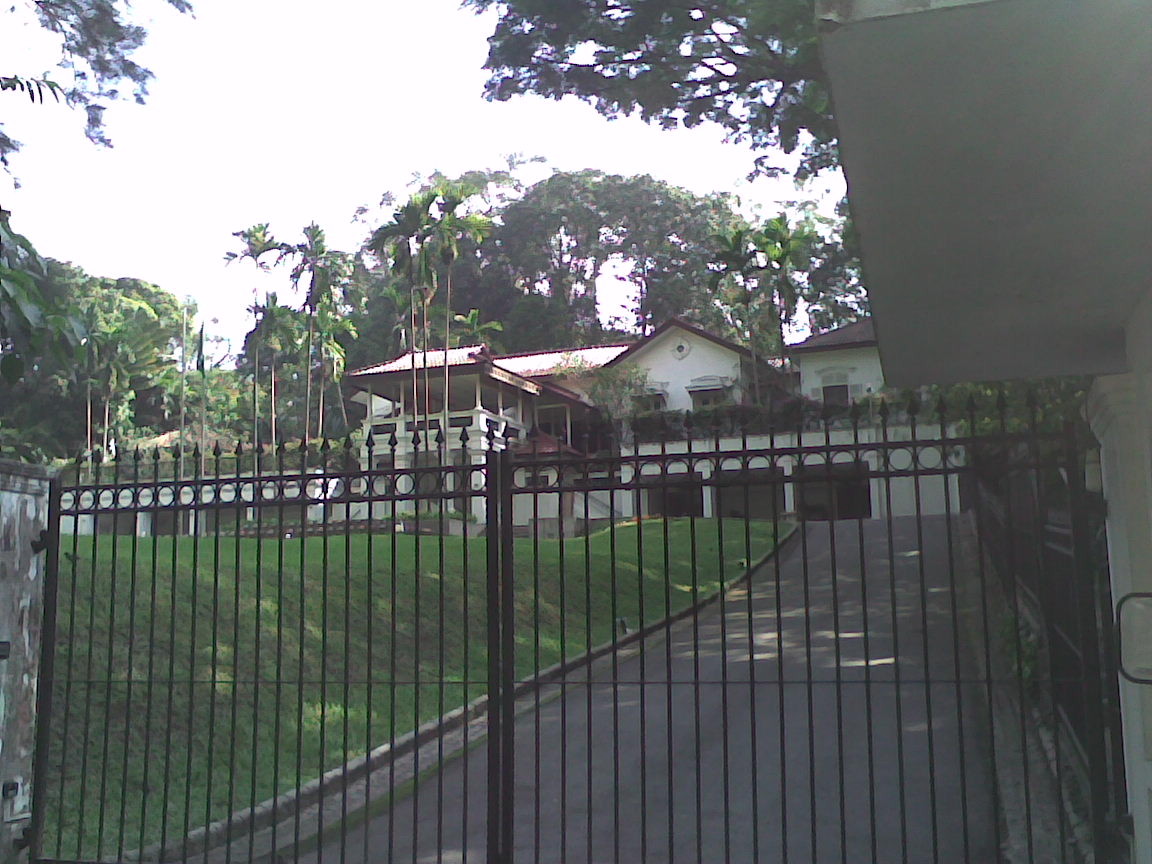
在シンガポール大使館

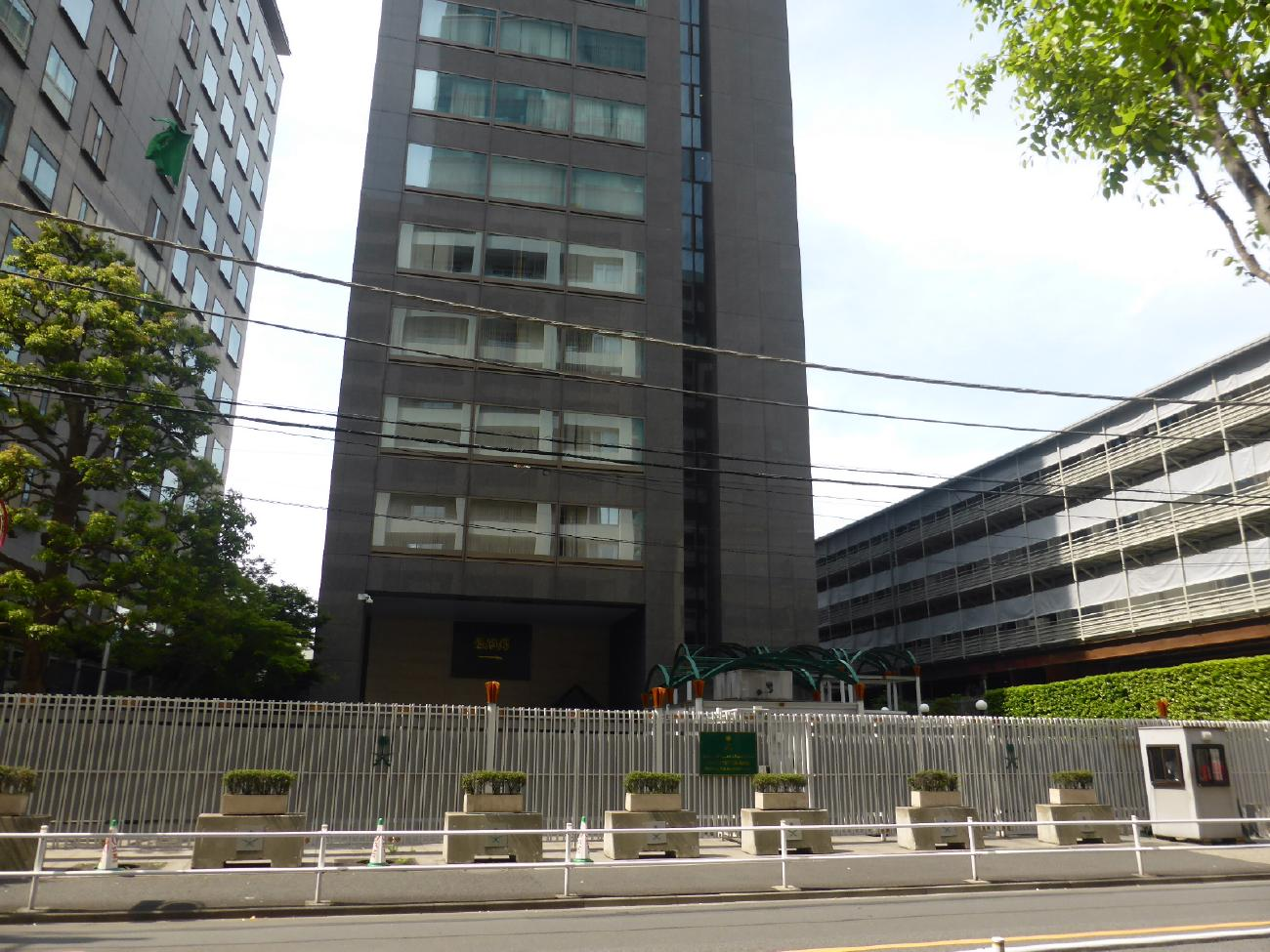
駐日大使館

  - 在ブルネイ大使館（バンダルスリブガワン）
- 中国
  - 在中華人民共和国大使館（北京市）
  - 在広州領事館
  - 在香港領事館
- ジョージア
  - 在ジョージア大使館（トビリシ）
- インド
  - 在インド大使館（ニューデリー）
  - 在ムンバイ総領事館
- インドネシア
  - 在インドネシア大使館（ジャカルタ）
- イラク
  - 在イラク大使館（バグダード）[1]
  - 在エルビル総領事館[2]
  - 在バスラ総領事館[3]
- 日本
  - 駐日大使館（東京）
- ヨルダン
  - 在ヨルダン大使館（アンマン）
- カザフスタン
  - 在カザフスタン大使館（アスタナ）
- クウェート
  - 在クウェート大使館（クウェート）
- キルギス
  - 在キルギス大使館（ビシュケク）
- レバノン
  - 在レバノン大使館（ベイルート）
- マレーシア
  - 在マレーシア大使館（クアラルンプール）
- モルディブ
  - 在モルディブ大使館（マレ）
- ミャンマー
  - 在ミャンマー大使館（ヤンゴン）
- ネパール
  - 在ネパール大使館（カトマンズ）
- オマーン
  - 在オマーン大使館（マスカット）
- パキスタン
  - 在パキスタン大使館（イスラマバード）
  - 在カラチ総領事館
- フィリピン
  - 在フィリピン大使館（マニラ）
- シンガポール
  - 在シンガポール大使館（シンガポール）
- 韓国
  - 在大韓民国大使館（ソウル）
- スリランカ
  - 在スリランカ大使館（コロンボ）
- 台湾
  - 商務弁事処（台北）
- タジキスタン
  - 在タジキスタン大使館（ドゥシャンベ）
- タイ
  - 在タイ大使館（バンコク）
- トルコ
  - 在トルコ大使館（アンカラ）
  - 在イスタンブールサウジアラビア王国総領事館
- トルクメニスタン
  - 在トルクメニスタン大使館（アシガバート）
- アラブ首長国連邦
  - 在アラブ首長国連邦大使館（アブダビ）
  - 在ドバイ総領事館
- ウズベキスタン
  - 在ウズベキスタン大使館（タシュケント）
- ベトナム
  - 在ベトナム大使館（ハノイ）
- イエメン
  - 在イエメン大使館（サナア）
  - 在アデン領事館

## ヨーロッパ

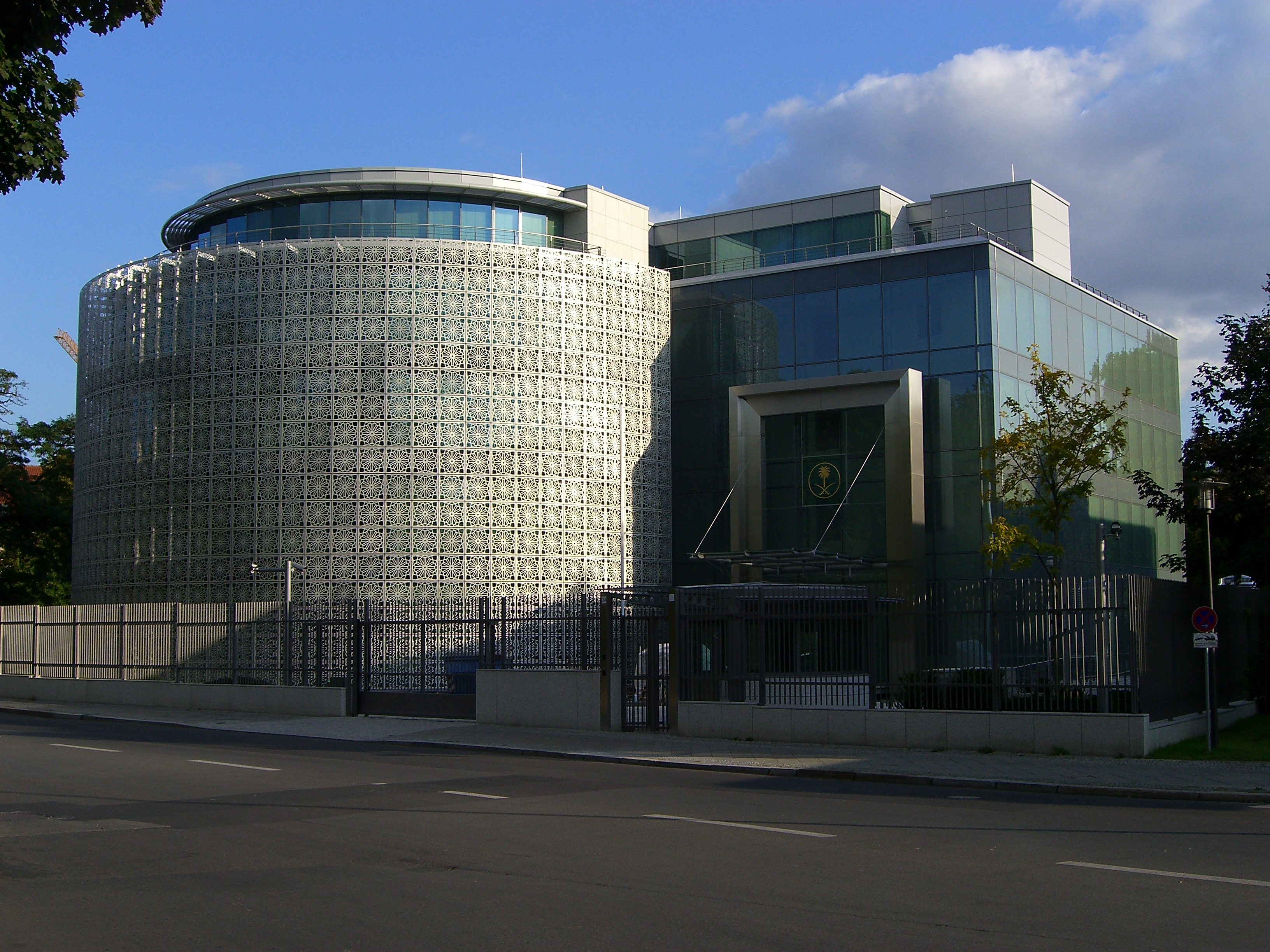
在ドイツ大使館

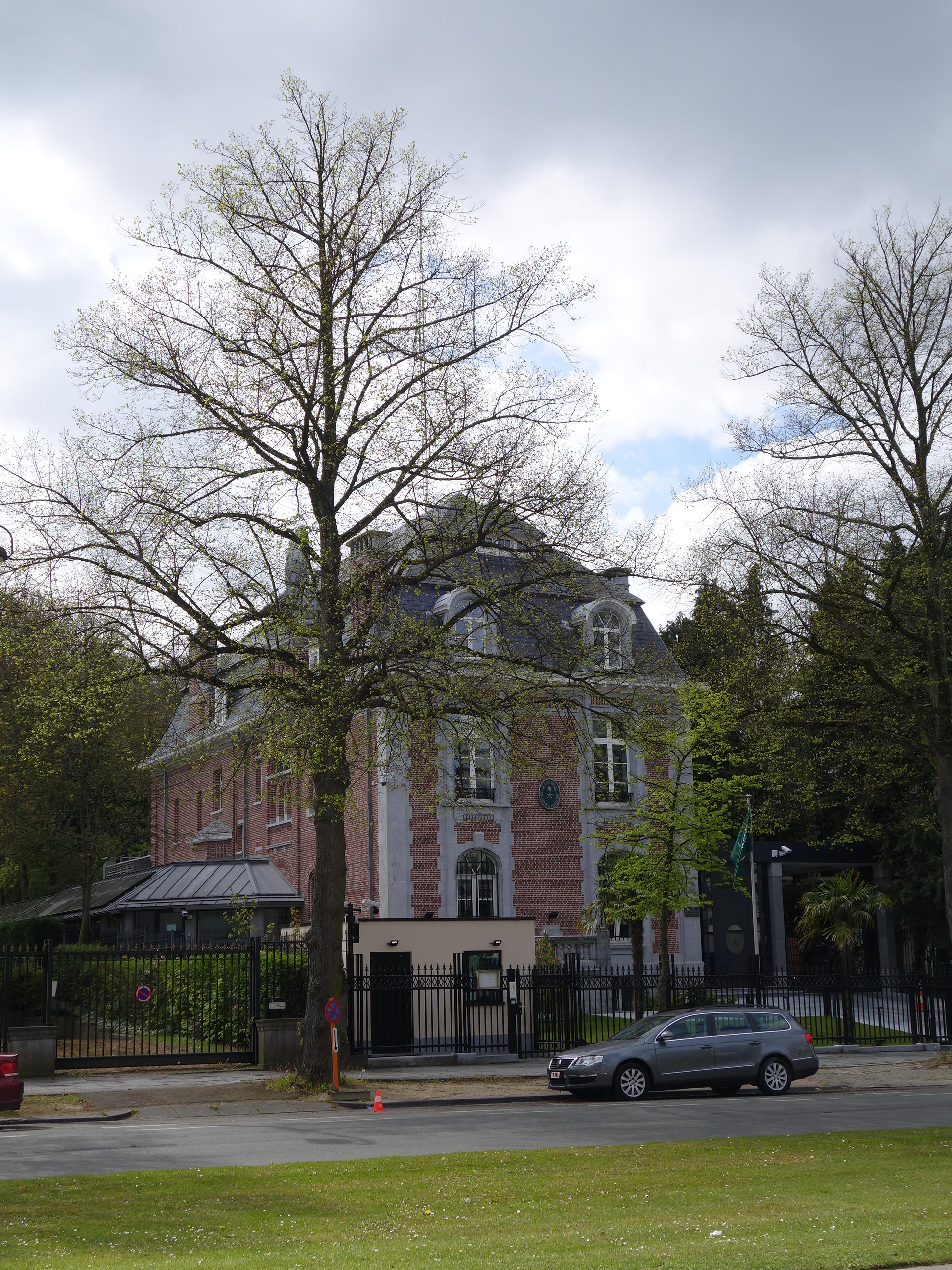
在ベルギー大使館

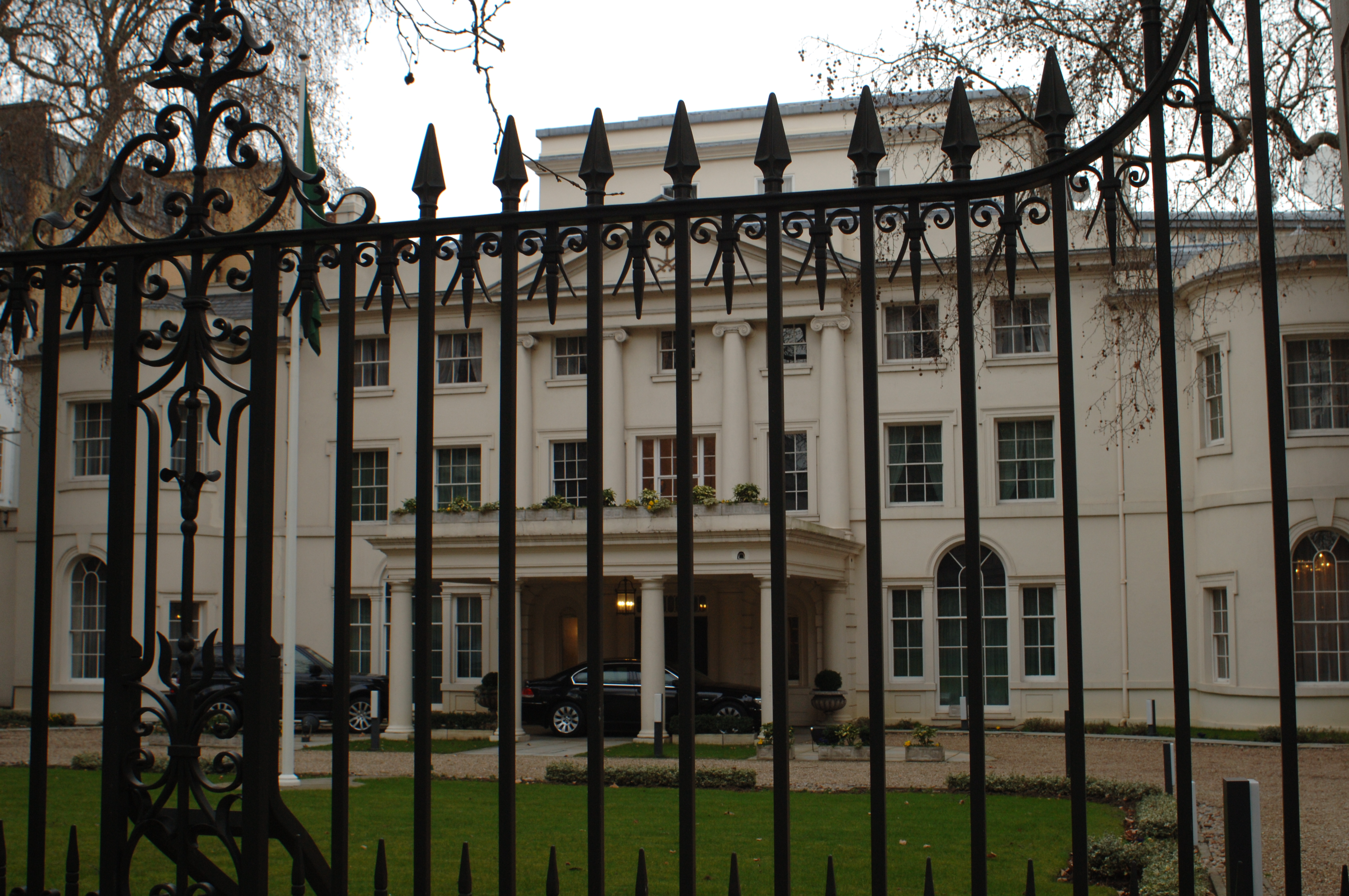
在イギリス大使館

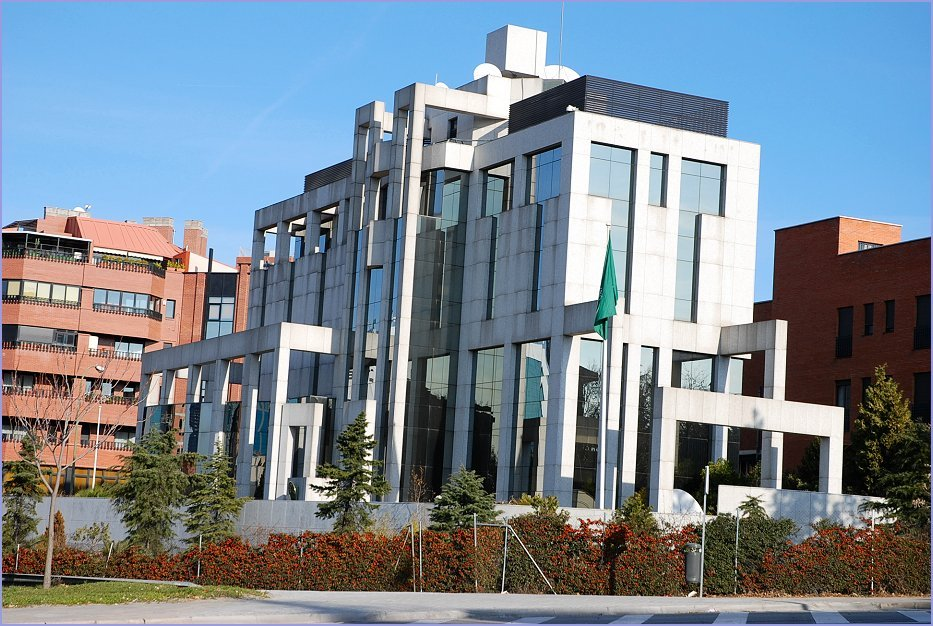
在スペイン大使館

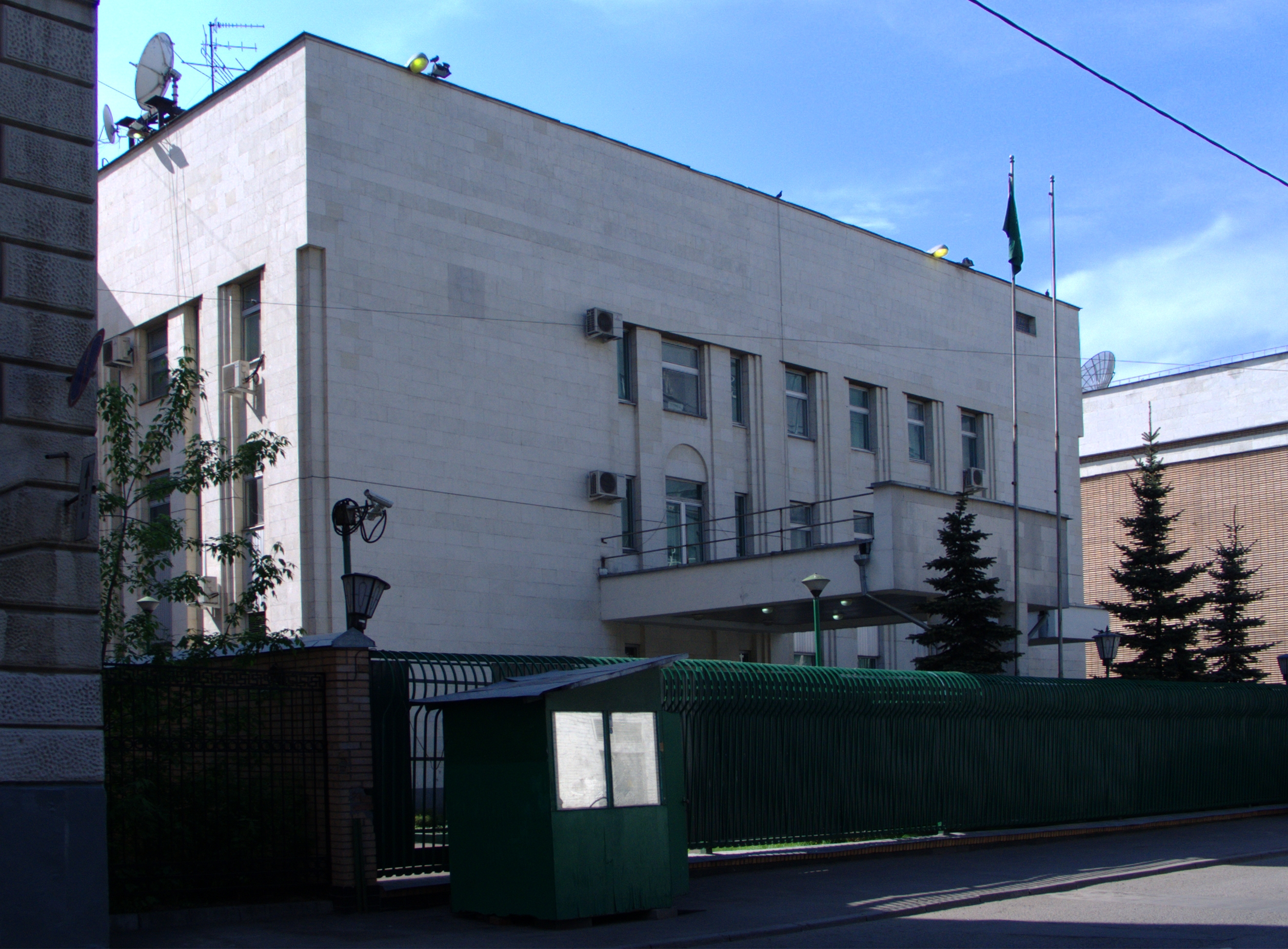
在ロシア大使館

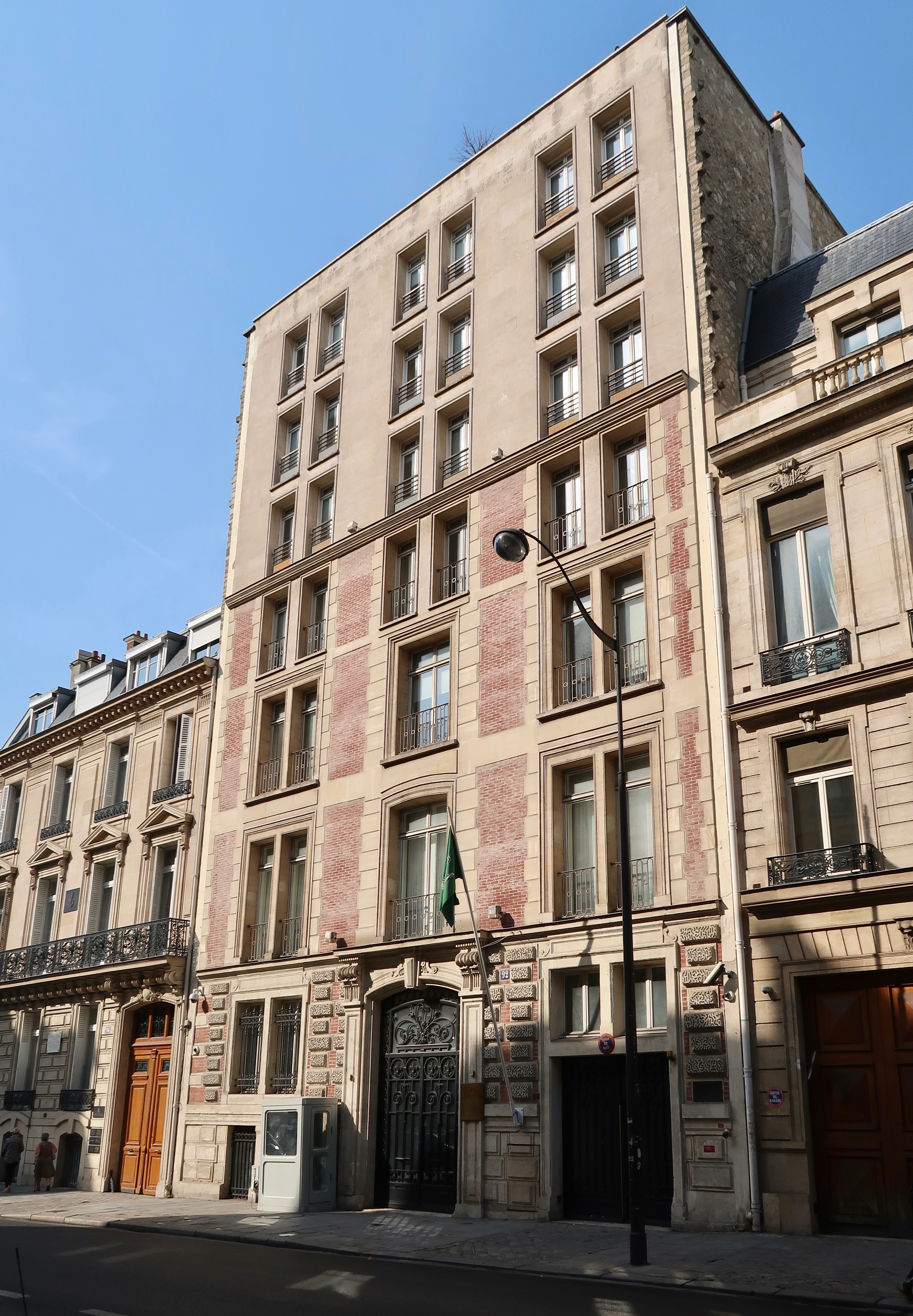
在フランス大使館

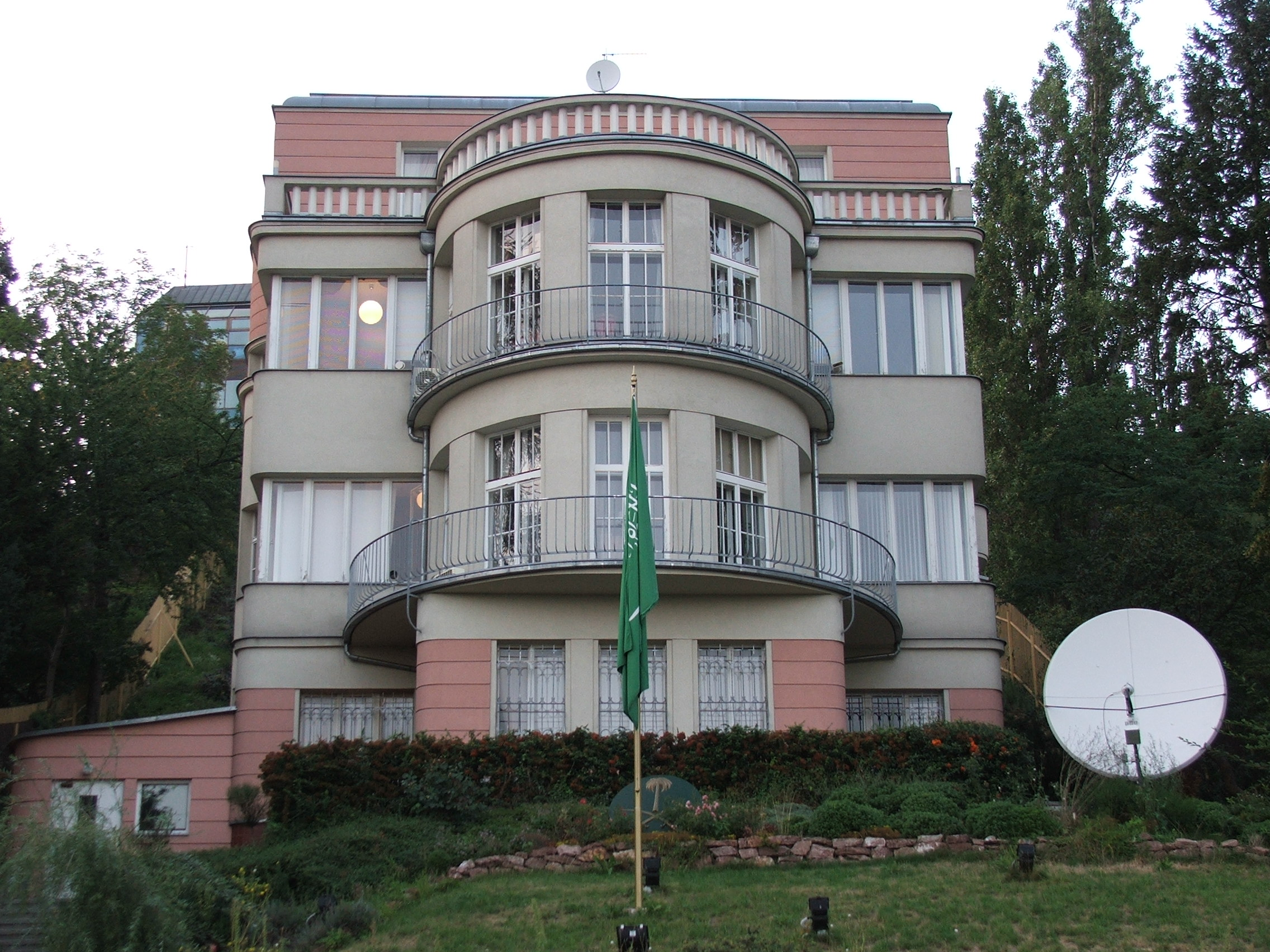
在チェコ大使館

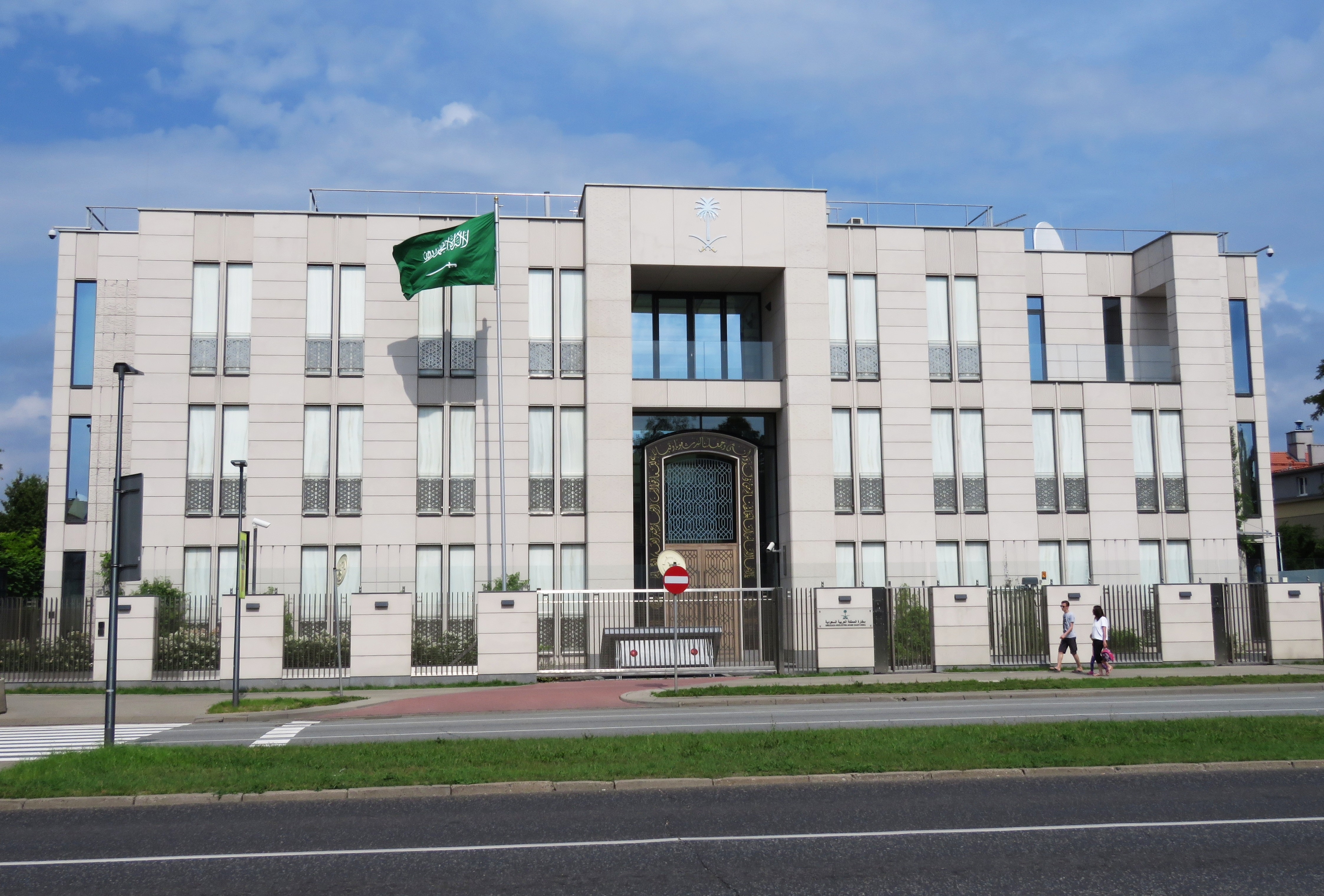
在ポーランド大使館

- アルバニア
  - 在アルバニア大使館（ティラナ）
- オーストリア
  - 在オーストリア大使館（ウィーン）
- ベルギー
  - 在ベルギー大使館（ブリュッセル）
- ボスニア・ヘルツェゴビナ
  - 在ボスニア・ヘルツェゴビナ大使館（サラエボ）
- ブルガリア
  - 在ブルガリア大使館（ソフィア）
- キプロス
  - 在キプロス大使館（ニコシア）
- チェコ
  - 在チェコ大使館（プラハ）
- デンマーク
  - 在デンマーク大使館（コペンハーゲン）
- フィンランド
  - 在フィンランド大使館（ヘルシンキ）
- フランス
  - 在フランス大使館（パリ）
- ドイツ
  - 在ドイツ大使館（ベルリン）
- ギリシャ
  - 在ギリシャ大使館（アテネ）
- ハンガリー
  - 在ハンガリー大使館（ブダペスト）
- アイルランド
  - 在アイルランド大使館（ダブリン）
- イタリア
  - 在イタリア大使館（ローマ）
- オランダ
  - 在オランダ大使館（ハーグ）
- ノルウェー
  - 在ノルウェー大使館（オスロ）
- ポーランド
  - 在ポーランド大使館（ワルシャワ）
- ポルトガル
  - 在ポルトガル大使館（リスボン）
- ルーマニア
  - 在ルーマニア大使館（ブカレスト）
- ロシア
  - 在ロシア大使館（モスクワ）
- スペイン
  - 在スペイン大使館（マドリード）
  - 在マラガ領事館
- スウェーデン
  - 在スウェーデン大使館（ストックホルム）
- スイス
  - 在スイス大使館（ベルン）
  - 在ジュネーブ領事館
- ウクライナ
  - 在ウクライナ大使館（キエフ）
- イギリス
  - 在イギリス大使館（ロンドン）

## オセアニア
- オーストラリア
  - 在オーストラリア大使館（キャンベラ）
  - 在シドニー総領事館
- ニュージーランド

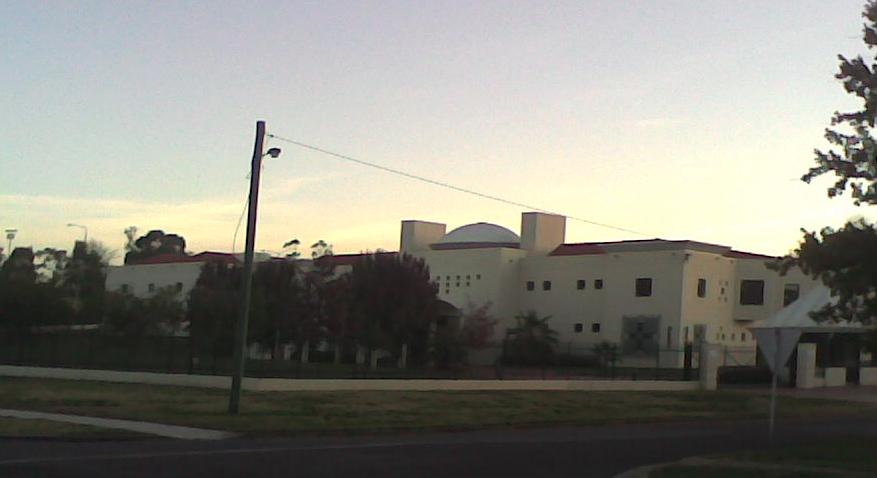
在オーストラリア大使館

  - 在ニュージーランド大使館（ウェリントン）
  - 在オークランド総領事館

## 国際機関
- 欧州連合
  - 欧州連合サウジアラビア政府代表部（ブリュッセル）[4]
- 国際連合
  - 国際連合サウジアラビア政府代表部（ジュネーブ）
    - ジュネーブ国際機関サウジアラビア政府代表部

  - 国際連合サウジアラビア政府代表部（ニューヨーク）
- ユネスコ
  - UNESCOサウジアラビア政府代表部（パリ）
- アラブ連盟
  - アラブ連盟サウジアラビア政府代表部（カイロ）
- OPEC
  - OPECサウジアラビア政府代表部（ウィーン）

## 開設予定
- セルビア[5]
  - 在セルビア大使館（ベオグラード）
- イラク
  - 在ナジャフ総領事館[6]